# Alain Préfaci
Alain Préfaci (né le 1er mars 1957 à Poissy, à l'époque en Seine-et-Oise et aujourd'hui dans les Yvelines) est un joueur de football français, qui évoluait au poste de milieu de terrain et d'attaquant, avant de devenir ensuite entraîneur.

## Biographie

### Carrière de joueur
Alain Préfaci joue deux matchs en Division 1 avec le club du Paris Saint-Germain.
Il dispute 87 matchs en Division 2, inscrivant sept buts, avec les clubs de Thonon et d'Amiens.

## Palmarès
Paris Saint-Germain
- Coupe de France (1) :
  - Vainqueur : 1981-82.